# 高砂市立曽根小学校
高砂市立曽根小学校（たかさごしりつそねしょうがっこう）は、兵庫県高砂市曽根町に所在する公立小学校。
進学先は高砂市立松陽中学校である。オリジナルキャラクターがおり、名前は「まなブン」という。

## 沿革
- 1872年 - 「霊松校」「勧善校」「訓豪校」が開校
- 1874年 - 「霊松校」として上記の三校統合
- 1884年 - 校名を「印南郡第一番区倉南小学校」に変更
- 1885年 - 校名を「霊松学校」に変更
- 1887年 - 校名を「曽根尋常小学校」に変更
- 1892年 - 改正小学校令によった「曽根尋常小学校」が創立
- 1954年 - 校名を現在の「高砂市立曽根小学校」に変更
- 1974年 - 創立100周年記念式

## 行事
- 4月 - 入学式、1年生を迎える会[3]

## 通学区域が隣接している学校
- 高砂市立伊保南小学校
- 高砂市立伊保小学校
- 高砂市立中筋小学校
- 高砂市立北浜小学校
- 姫路市立大塩小学校